# 掌叶鱼藤
掌叶鱼藤（学名：Derris palmifolia）为豆科鱼藤属下的一个种。